# Himlens mandat
Himlens mandat (kinesisk: 天命; pinyin: Tiānmìng) er en kinesisk politisk ideologi som blev brugt fra oldtiden og frem til Qing-dynastiet til at legitimere de kinesiske kejseres enevældige styre. Ifølge denne doktrin, så gav himlen en monark et mandat til at regere over hele verden. Denne magt var dog ikke uden ansvar, og hvis at en kejser ikke levede op til deres ansvar, så ville himlen tilbagetrække mandatet, hvilke ville lede til nationale katastrofer og eventuelt til faldet af dynastiet.
Himlens mandat som doktrin blev introduceret under Zhou-dynastiet til at legitimere dynastiets overtagelse fra Shang-dynastiet. Begrebet blev efterfølgende brugt af de mange kinesiske dynastier, frem til Qinq-dynastiet, som var det sidste i Kina.